# Bolbocerodema apicatum
Bolbocerodema apicatum är en skalbaggsart som beskrevs av Leon Fairmaire 1891. Bolbocerodema apicatum ingår i släktet Bolbocerodema och familjen Bolboceratidae. Inga underarter finns listade.